# Hoboken/Mercurius Korfbalclub
Hoboken/Mercurius Korfbalclub (HMKC) is een Belgische korfbalclub uit Hoboken.

## Historiek
In 2015 kondigde Royal Mercurius KC aan zijn eerste ploeg terug te trekken uit de competitie. Later volgde een intentieverklaring waarin de club verklaarde voortaan te gaan samenwerken met KC Hoboken 2000. Hieruit ontstond vervolgens in 2016 de huidige fusieclub, die verder ging onder  stamnummer 63 van KC Hoboken 2000.

## Bekende (ex-)spelers
- Véronique Biot